# Smaszków
Smaszków – wieś w Polsce położona w województwie łódzkim, w powiecie sieradzkim, w gminie Błaszki. W latach 1975–1998 miejscowość administracyjnie należała do województwa sieradzkiego.
Pierwsza wzmianka z 1391 r. Gniazdo rodowe Smaszkowskich, którzy do 1541 r. byli właścicielami wsi. Wówczas to Feliks Smaszkowski sprzedał wieś Kobierzyckim. W II połowie XVIII w. wieś należała do Franciszka Bogusławskiego, chorążego wojsk koronnych a po nim do jego syna Maksymiliana, towarzysza kawalerii narodowej. Na przełomie XVIII/XIX w. właścicielami wsi byli Kurcewscy, od których wieś nabył Stanisław Suchorski. Ostatnim właścicielem Smaszkowa z tego rodu był Teodor Suchorski, który zginął w bitwie pod Rudnikami w powstaniu styczniowym i pochowany został na cmentarzu w Dzietrznikach. Od Suchorskich Smaszków przeszedł w ręce Gątkiewiczów: Cezarego, a następnie Alojzego, który sprzedał go Joannie z Taczanowskich Walewskiej, żonie Stefana – właściciela Inczewa, za 80 tys. rs. W rękach tej rodziny Smaszków pozostawał do II wojny światowej.

## Wydarzenia
Nocą 17 lutego 2022 przez wieś przeszła trąba powietrzna uszkadzając 50 budynków, z których 27 to domy, 400 metrów linii energetycznych wraz z 10 trzymającymi je słupami żelbetowymi.
Mieszkańcy Smaszkowa, których domy zostały uszkodzone przez silny wiatr, otrzymali od opieki społecznej po 6000 zł zasiłku.

## Kapliczki
Pierwsza kapliczka to krzyż metalowy osadzony w kamieniu. Na krzyżu umieszczono tabliczkę z napisem: „Mikołaj i Antonina z Kasprzaków Małżonkowie Góreccy Maciszewice 1903 rok.”
Druga kapliczka znajduje się w ogrodzie gdzie dawniej był dwór Walewskich.  Po dworze zachowały się w Smaszkowie stawy, nieliczny drzewostan a w ziemi fundament po zabudowaniach. Kapliczka posiada trzy kondygnacje z wnękami na cztery strony. Wnęki wypełnione są obrazkami o współczesnym charakterze.